# Алгіроідес Фіцінгера
Алгіроідес Фіцінгера (Algyroides fitzingeri, карликова кілювата ящірка) — вид ящірок родини ящіркових (Lacertidae). Мешкає в Середземномор'ї. Вид названий на честь австрійського герпетолога Леопольда Фітцінгера.

## Опис
Довжина карликової кілюватої ящірки становить 12-13 см (враховуючи хвіст). Тіло струнке, голова сплющена, хвіст довгий, міцний. Верхня частина тіла сіро-коричнева або темно-коричнева, іноді чорнувата, кінець морди блакитнуватий, горло біле або сіре, часто плямисте. Нижня частина тіла жовтувата, оранжева, блакитнувата або сіра. Луски на спині великі, ромбоподібні, кілюваті.

## Поширення і екологія
Карликові кілюваті ящірки мешкають на островах Корсика і Сардинія в Середземному морі, а також на сусідніх острівцях. Живуть переважно в лісах, трапляються також в чагарникових заростях маквісу, на полях, кам'янистих гірських схилах та серед кам'яних стін. Віддають перевагу тінистим місцевостям поблизу води. На Сардинії зустрічаються на висоті до 1800 м над рівнем моря, на Корсиці на висоті до 1400 м над рівнем моря. Ведуть денний спосіб життя, живляться комахами, павуками та іншими дрібними безхребетними. Взимку впадають у сплячку, з якої виходять у квітні, після чого починається сезон розмноження. У травні-липні самиці відкладають 4 яйця діаметром 8 мм, які вилуплюються з кінця липня до початку вересня.